# HD 201507
HD 201507，又名BD+02 4311，SAO 126587、HR 8095，是一颗恒星，视星等为6.45，位于銀經53.26，銀緯-28.8，其B1900.0坐标为赤經21h 4m 55s，赤緯+2° -28.8′ 12″。